# Javad Zarincheh
Javad Zarincheh (persan : جواد زرینچه) (né le 23 juillet 1966 à Téhéran en Iran) est un footballeur international iranien, qui évoluait au poste de défenseur, avant de devenir entraîneur.

## Biographie

### Carrière de joueur

#### Carrière en club
Il est le capitaine de l'Esteghlal Téhéran entre 1997 et 2000.
Avec ce club il remporte notamment une Coupe d'Asie des clubs champions en 1991 et un titre de champion d'Iran en 1998.

#### Carrière en sélection
Avec l'équipe d'Iran, il joue 76 matchs (pour aucun but inscrit) entre 1987 et 2000. 
Il figure dans le groupe des sélectionnés lors de la coupe du monde de 1998. Lors du mondial, il joue trois matchs : contre la Yougoslavie, les États-Unis et l'Allemagne.
Il participe également à la Coupe d'Asie des nations de 1992.

## Palmarès
- Vainqueur de la Coupe d'Asie des clubs champions en 1991 avec l'Esteghlal Téhéran
- Finaliste de la Coupe d'Asie des clubs champions en 1991 et 1999 avec l'Esteghlal Téhéran
- Champion d'Iran en 1998 avec l'Esteghlal Téhéran
- Vice-champion d'Iran en 1992, 1999 et 2000 avec l'Esteghlal Téhéran
- Vainqueur de la Coupe d'Iran en 1996 et 2000 avec l'Esteghlal Téhéran
- Finaliste de la Coupe d'Iran en 1990 et 1999 avec l'Esteghlal Téhéran